# Polizeiruf 110: Verführung
Verführung ist ein deutscher Kriminalfilm von Peter Hagen aus dem Jahr 1985. Der Fernsehfilm erschien als 98. Folge der Filmreihe Polizeiruf 110.

## Handlung
Ramona Richter ist 18 Jahre alt, arbeitet als Näherin und putzt nebenbei in zwei Haushalten. Mit Geld kann sie nicht umgehen und hat bereits unter anderem bei Nachbarn Schulden gemacht. Ihr kleiner Sohn Sebastian lebt nach einer Vereinbarung mit der Jugendfürsorge bei Ramonas Mutter, da Ramona bei der Geburt des Kindes erst 16 Jahre alt war. Mehrfach hat sie vergessen, ihn vom Kindergarten abzuholen. Auch die Wohnung ist nicht kindgerecht eingerichtet. Frau Richter besteht darauf, dass Ramona erst einmal ihr eigenes Leben in den Griff bekommt, bevor sie Sebastian zu sich holt. Ramona jedoch lässt zahlreiche Chancen zur Veränderung ungenutzt. Sie hat die 9. Klasse mit der schlechtesten Note abgeschlossen, könnte jedoch in ihrem Betrieb einen Berufsabschluss machen. Sie gibt vor, keine Zeit zu haben, bittet jedoch gleichzeitig um eine Lohnerhöhung. Zwar sind ihre Leistungen im Betrieb gut, doch pflegt sie keinen Kontakt zu den Mitarbeitern.
Ramona putzt beim alten Ehepaar Kraus sowie bei Kosmetikerin Brigitte Liebenau. Bei ihr hält sich oft die attraktive Christiane auf und auch Ramona wird von Brigitte hin und wieder mit Geschenken bedacht. Nach einem Tipp Ramonas stehlen Brigitte und Christiane aus der Wohnung des Ehepaars Kraus eine Geldkassette. Angeblich soll darin ein Vermögen liegen, doch finden sich nur 400 Mark sowie zwei Sparbücher in der Kassette. Der Gesamtwert der Sparbücher beträgt 41.000 Mark. Brigitte und Christiane entwickeln einen Plan, wie sie das Geld abheben können.
Der Einbruch bei der Familie Kraus wird untersucht, doch kommen Hauptmann Peter Fuchs und Oberleutnant Jürgen Hübner nicht voran. Brigitte hatte sich beim Einbruch als alte Frau verkleidet und diverse Gebrechen vorgetäuscht, sodass die Täterin als Frau zwischen 50 und 60 Jahren beschrieben wird. Die einzige, die einen Zugang zur Wohnung der Familie hatte, war Ramona, doch hat sie ein Alibi. Beim Abheben des Geldes wenden die Frauen, die Ramona in ihren Plan einbeziehen, ebenfalls einen Verkleidungstrick an. Sie suchen gezielt nach einer Frau, die Brigitte ähnlich ist. Ramona raubt ihr als Mann verkleidet die Handtasche, wobei die schwangere Frau Poller stürzt und kurz darauf eine Fehlgeburt erleidet. Brigitte hebt wenig später mit dem manipulierten ersten Sparbuch der Familie Kraus als Frau Poller 15.000 Mark ab. Erst einige Zeit später erkennen die Bankangestellten, dass das Konto, auf das das Sparbuch läuft, gar nicht existiert. Peter Fuchs und Jürgen Hübner wissen nun jedoch, dass der Einbruch bei Familie Kraus und der Handtaschenraub zusammenhängen.
Als bei Ramona die letzte männliche Discobegleitung übernachtet, verschläft sie  prompt, entscheidet sich, ihre Schicht zu schwänzen und geht mit Sebastian unter anderem Eis essen.  Sie kauft Sebastian einen Eisbecher mit Likör. Dem Kind ging es daraufhin in der Nacht schlecht. Ramona kann am nächsten Tag die Wäsche nicht ordentlich waschen und vergisst einmal mehr, ihren Sohn aus dem Kindergarten abzuholen.
Obwohl Ramona nach einem spontanen Besuch im Krankenhaus ein schlechtes Gewissen hat und ihren Anteil der Beute nicht annehmen will, nimmt sie das Geld am Ende an sich.
Ihr Bemühen um ein geregeltes Leben scheitert an fehlender Erfahrung.
Herr und Frau Kraus besuchen sie und bitten um Entschuldigung für die Unannehmlichkeiten bei ihrer Mutter und im Betrieb. Sie teilen ihr mit, dass sie im Testament  bedacht werden wird. Vom Geld kauft sie ihrem Sohn neue Kleidung und richtet sein Kinderzimmer mit Möbeln ein. Vor ihrer Mutter behauptet sie, dass sie eine Prämie erhalten habe und finanzielle Unterstützung von anderer Seite.  
Brigitte und Christiane wollen sich unterdessen den Traum von einem eigenen Kosmetikstudio erfüllen, für das sie 20.000 bezahlen müssten. Sie planen nun, das zweite Sparbuch zu leeren. Ramona möchte eigentlich nicht mehr mitmachen, doch die beiden anderen Frauen erpressen sie, woraufhin Ramona einen weiteren Handtaschenraub begeht. Auf der Flucht verrät sie ihr „weiblicher“ Laufstil. Zudem wirft sie die Tasche weg, nachdem sie Geldbörse und Ausweis an Christiane weitergegeben hat. Die Ermittler finden die Tasche und daran Ramonas Fingerabdrücke. Als wenig später Christiane mit dem verfälschten Sparbuch Geld abheben will und Brigitte als Begleiterin in der Bank vorgibt, einen Scheck auszufüllen, verriegeln die Angestellten die Bank und beide Frauen werden festgenommen. Wenig später erscheinen die Ermittler auch bei Ramona, die bei ihrem Anblick in das Kinderzimmer ihres Sohnes eilt und, mit ihm als Schutz in einer Ecke kauernd, ihre Verhaftung erwartet.

## Produktion
Verführung wurde vom 20. Juli bis 7. November 1984 unter dem Arbeitstitel Kleeblatt in Berlin und Potsdam gedreht. Die Kostüme des Films schuf Christiane Dorst, die Filmbauten stammen von Werner Pieske. Der Film erlebte am 11. August 1985 im 1. Programm des Fernsehens der DDR seine Premiere. Die Zuschauerbeteiligung lag bei 57,7 Prozent.
Es war die 98. Folge der Filmreihe Polizeiruf 110. Hauptmann Peter Fuchs ermittelte in seinem 57. Fall und Oberleutnant Jürgen Hübner in seinem 49. Fall. Ramonas Lied, das am Ende des Films zu hören ist, wurde von Karin Kersten getextet und von Conny Strauch gesungen.